# Zorac Karer

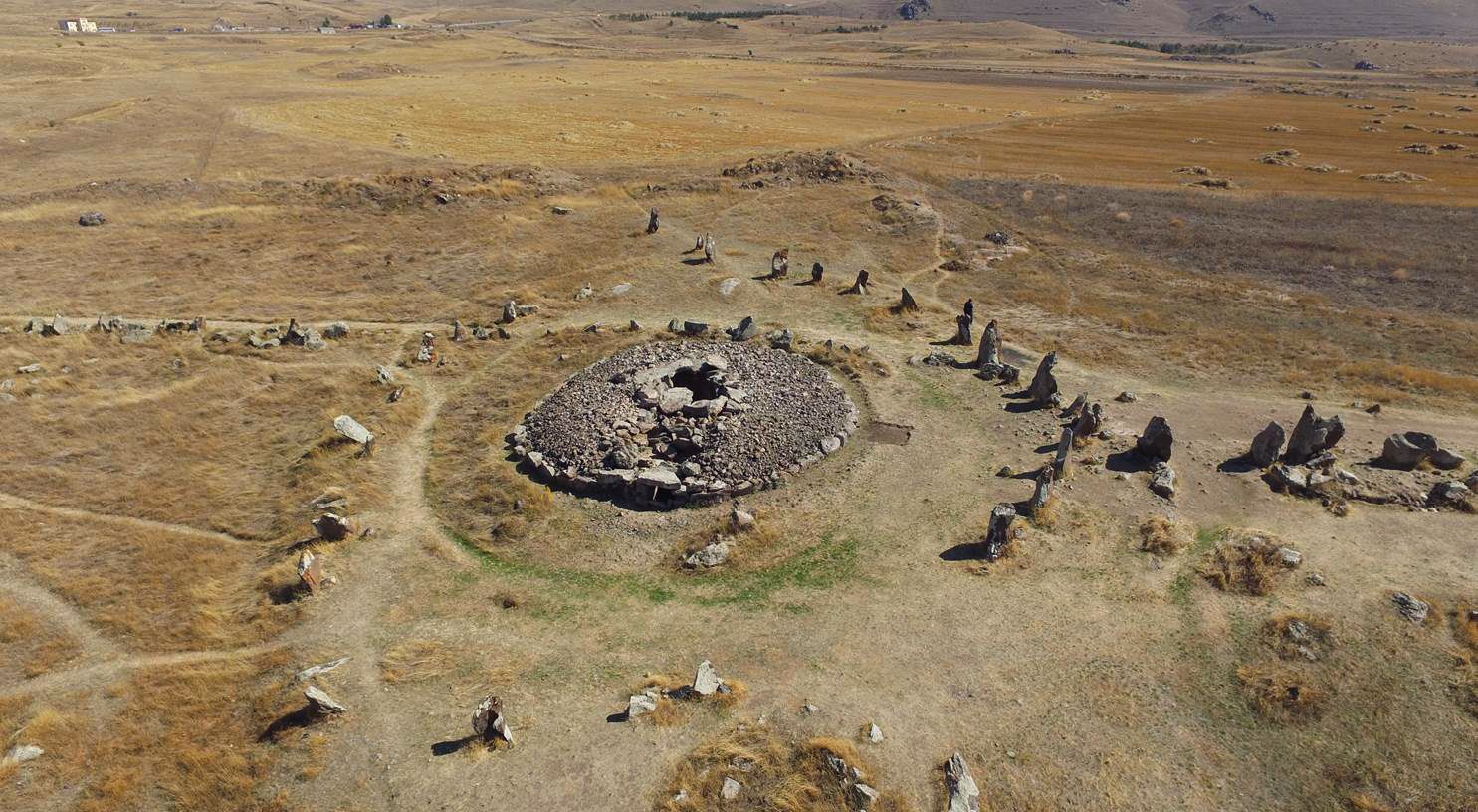
Zorac Karer

Zorac Karer, Karahuń, też Carahunge (śpiewające kamienie) – megalityczne struktury, największe w swoim rodzaju w Armenii. Położone w okolicy miasta Sisjan w prowincji Sjunik. Powstały w epoce brązu. Składają się z 223 głazów, z czego 40 tworzy wewnętrzny krąg. Największe głazy ważą do 10 ton.

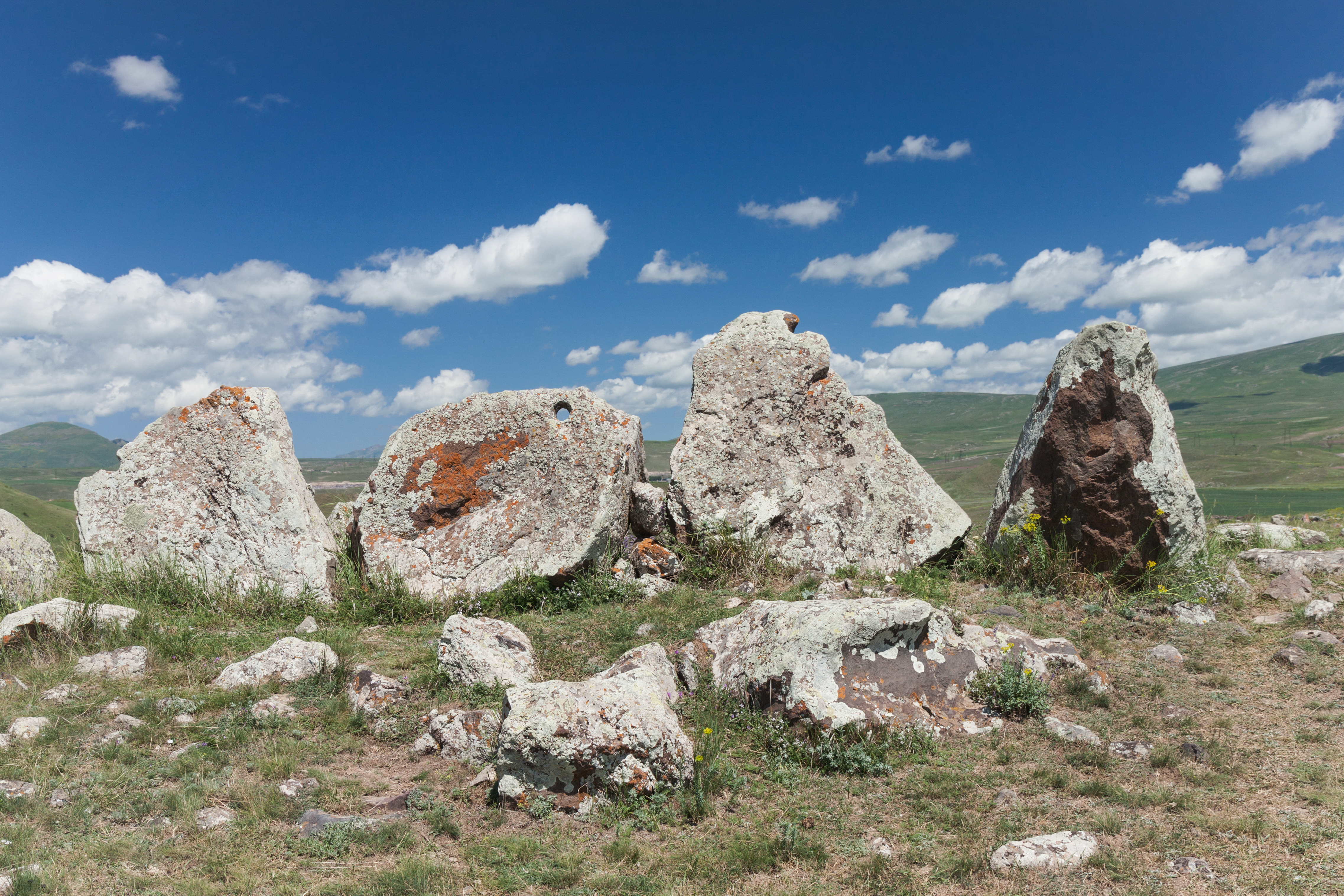
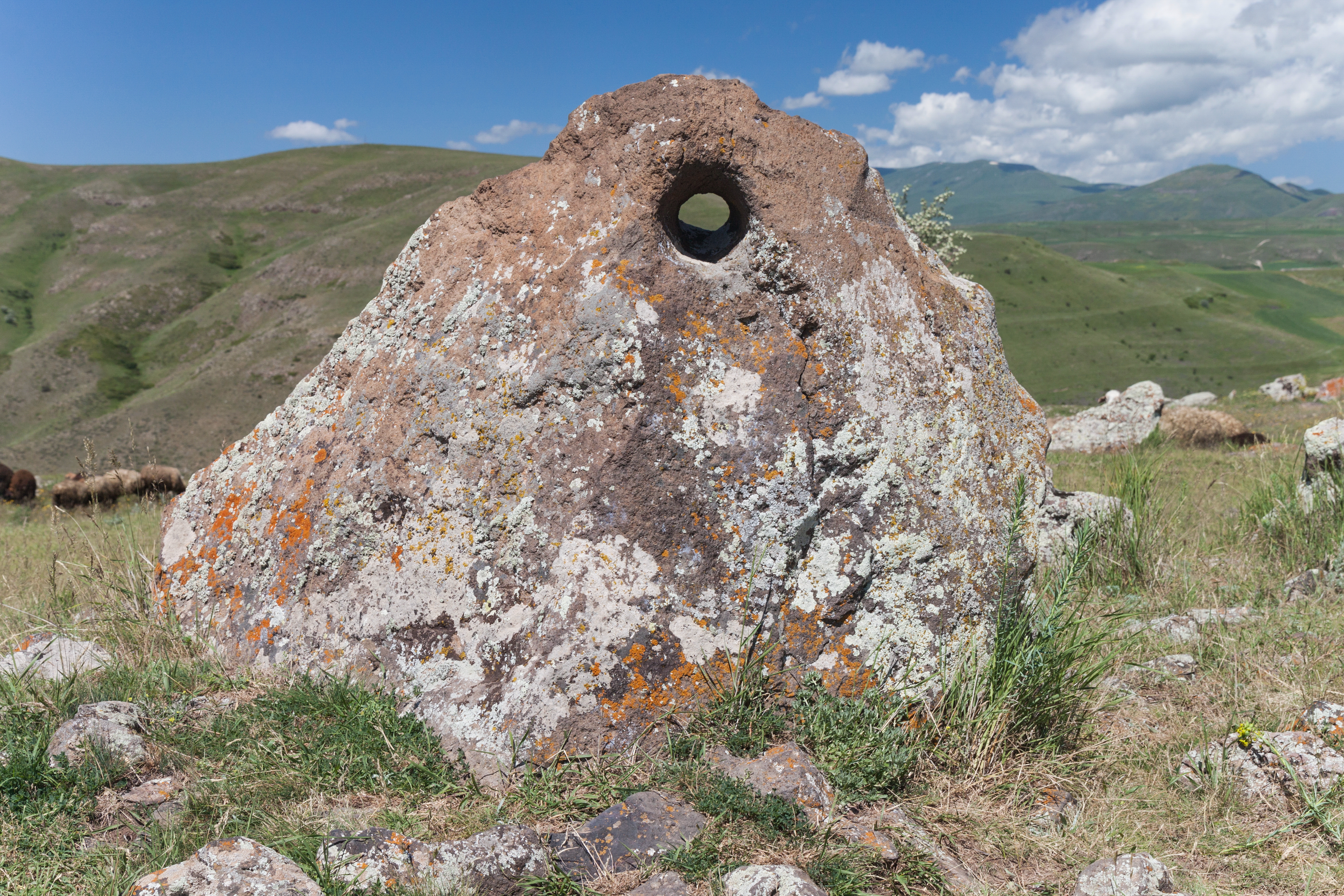
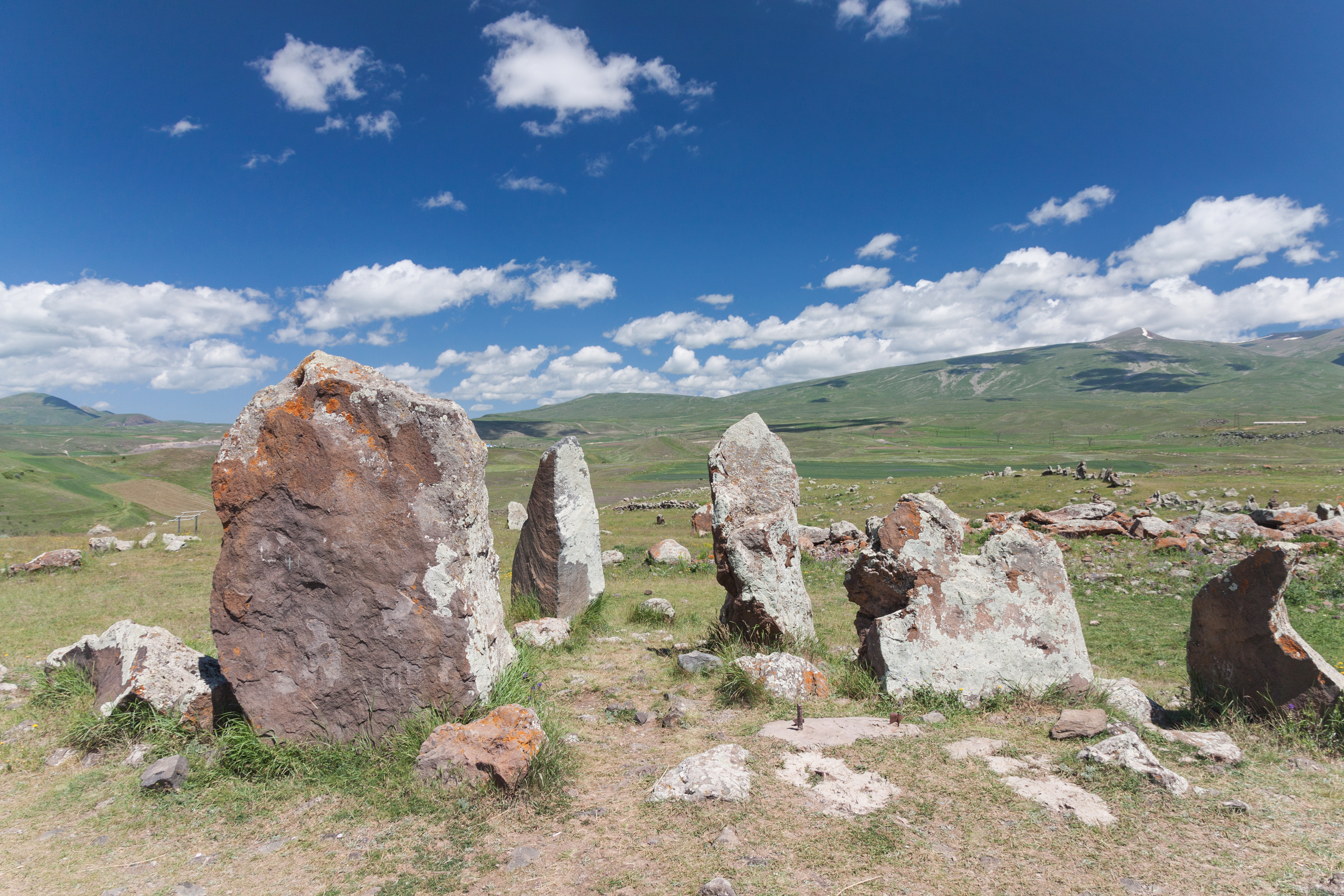
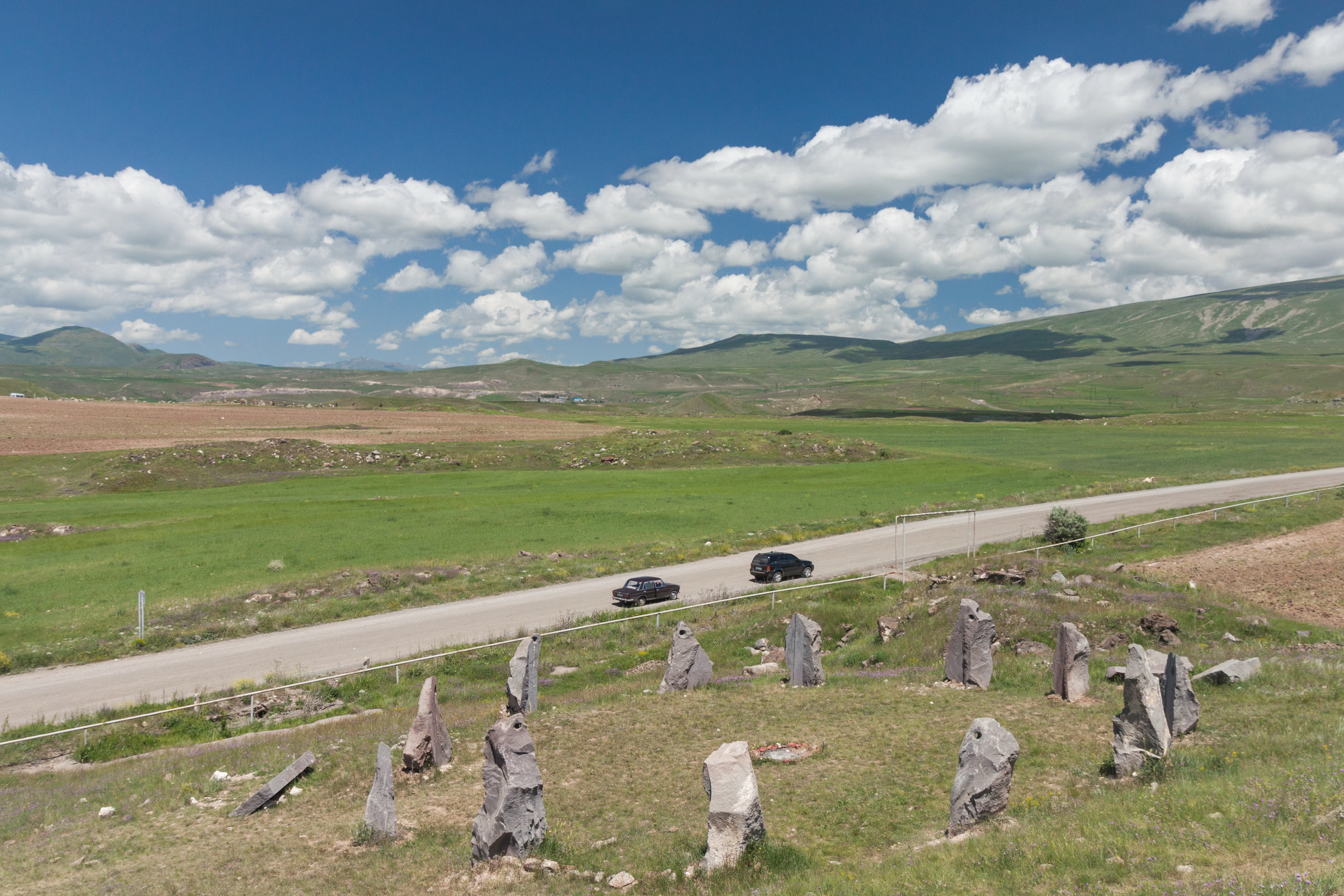